# Jodaeiye Nader az Simin
Jodaeiye Nader az Simin (Engelstalige titel: A Separation) is een Iraanse dramafilm uit 2011 gesproken in het Perzisch met Peyman Moaadi, Leila Hatami en Sareh Bayat in de belangrijkste rollen. Het script en de regie waren in handen van Asghar Farhadi.

## Verhaallijn
Een stel moet een belangrijk besluit nemen: of Iran verlaten om hun kind een beter leven te schenken, of blijven en een ouder die lijdt aan Alzheimer verzorgen. Echter, het huwelijk van het stel staat op springen.

## Prijzen
De film werd op het Internationaal filmfestival van Berlijn bekroond met een Gouden Beer voor de beste film, een Zilveren Beer voor beste acteur voor de volledige mannelijke cast en een Zilveren Beer voor beste actrice voor de volledige vrouwelijke cast. In januari 2012 won de film een Golden Globe en in februari 2012 een Oscar voor beste niet-Engelstalige film en een César voor beste buitenlandse film.